# Parliament (sigarette)
Parliament è il marchio di un particolare tipo di sigaretta prodotta e commercializzata dalla Philip Morris USA, sussidiaria della Altria Group (conosciuta precedentemente come Philip Morris Companies Inc.), negli Stati Uniti d'America, e dalla Philip Morris International, nel resto del mondo. Le Parliament si differenziano dalle altre per il particolare tipo di filtro e sono caratterizzate dalla presenza di una "camera" prima del classico filtro bianco.

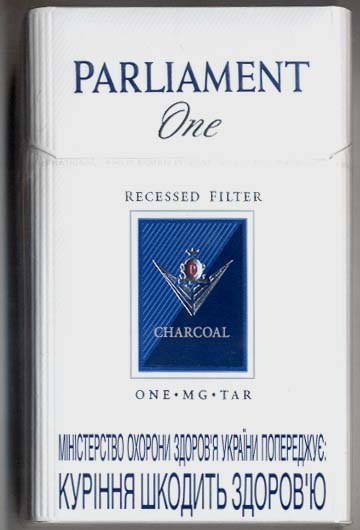

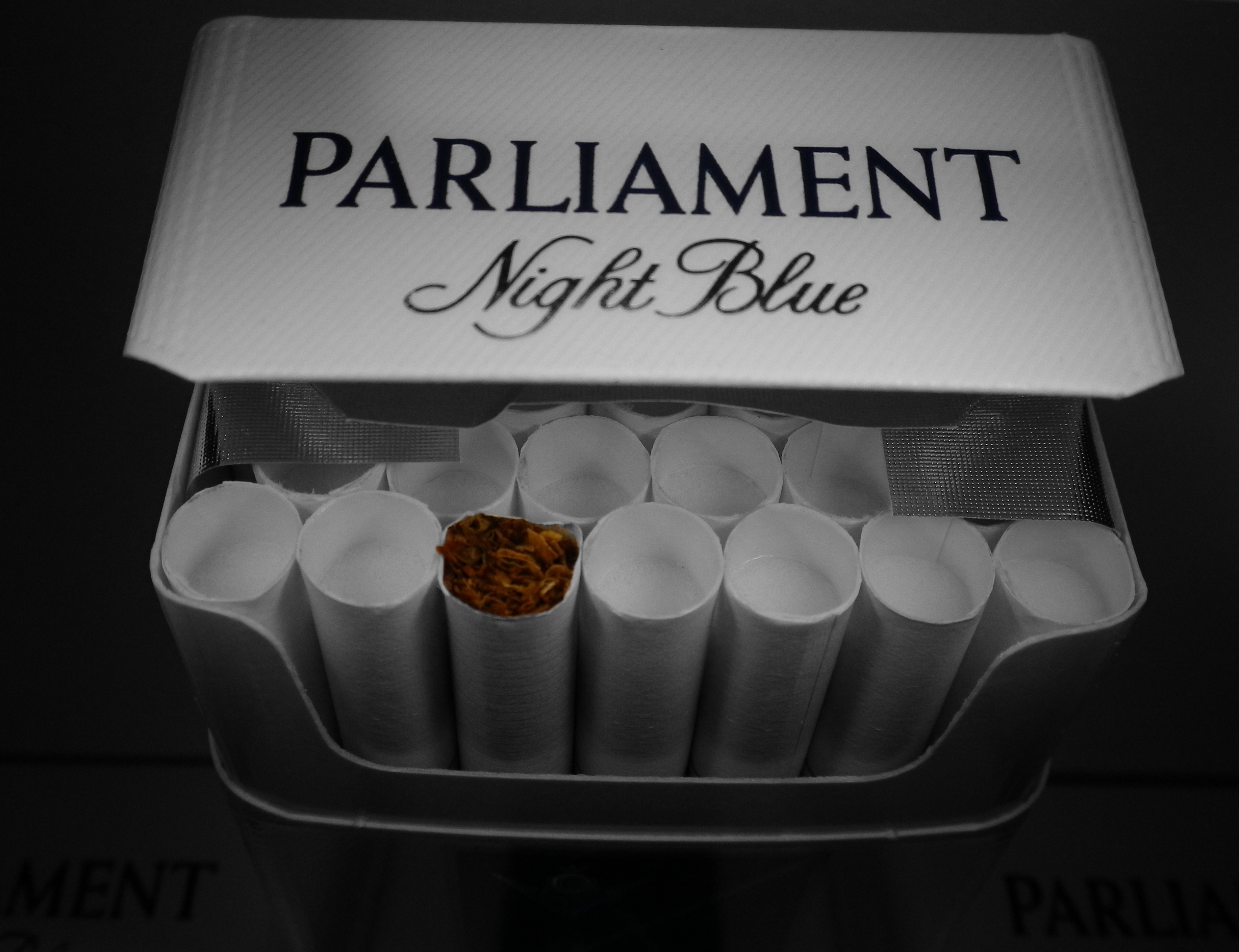

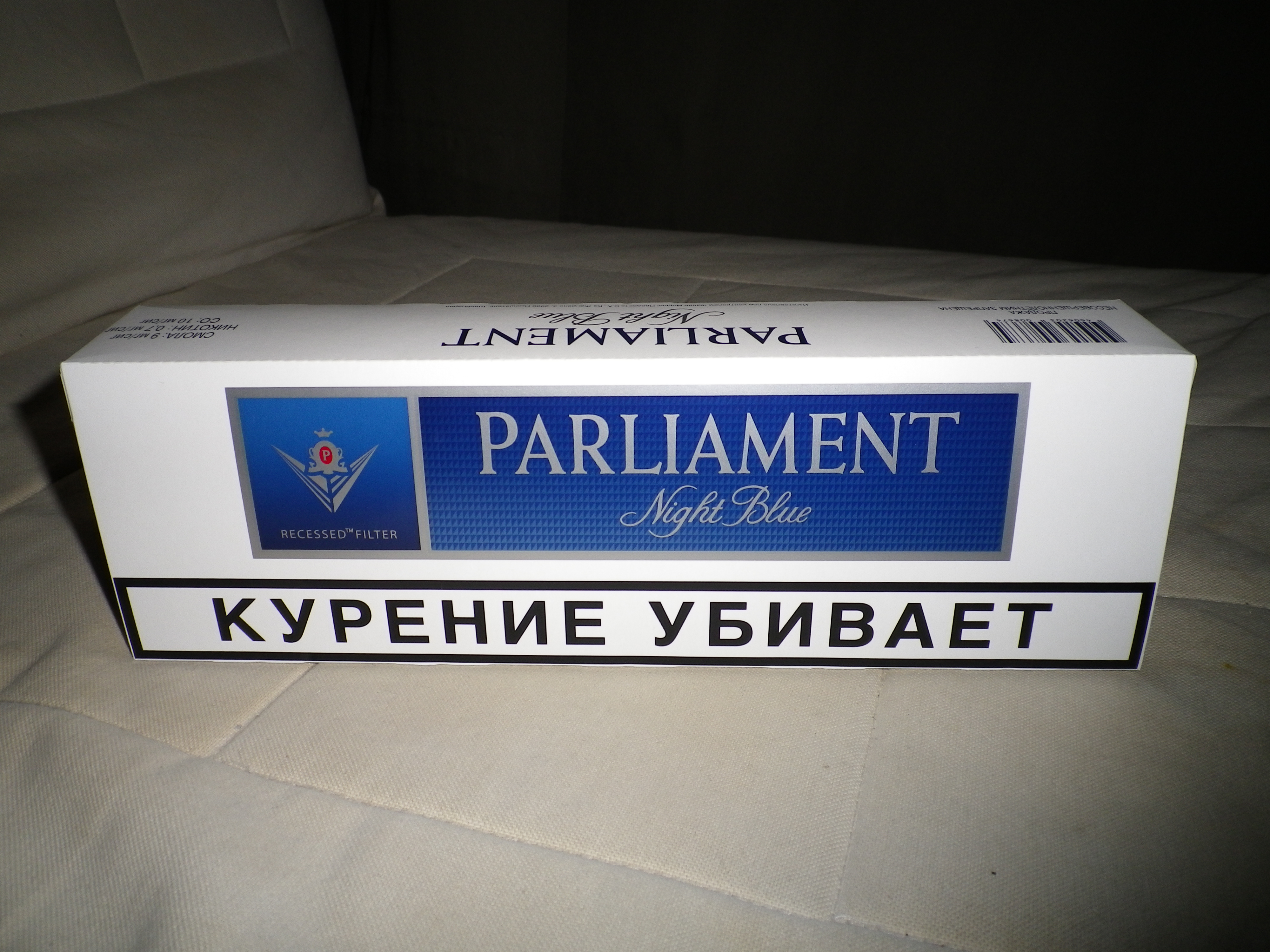

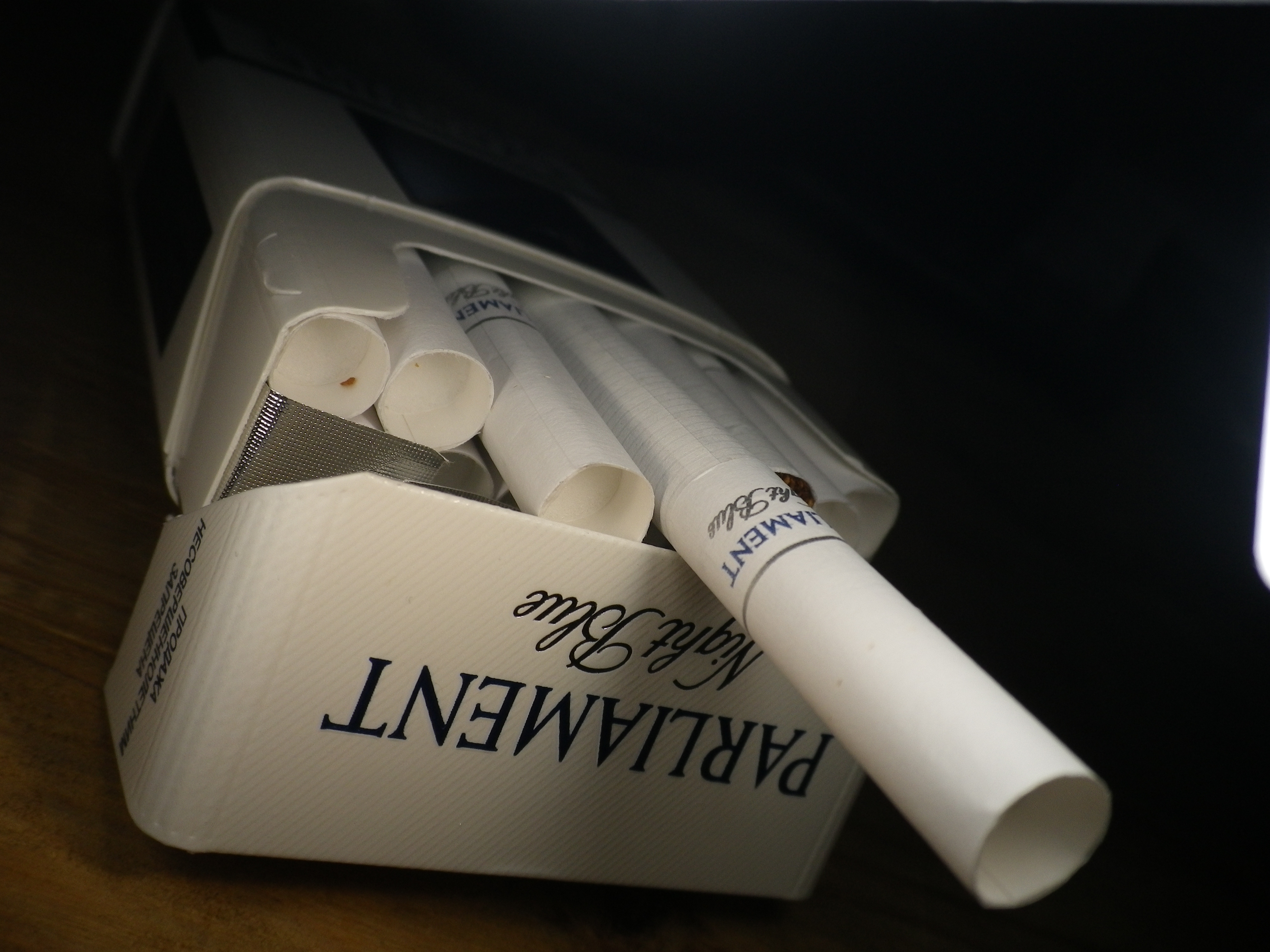

## Sigarette "Parliament"
| Tipo                    | Confezione           | Quantità di catrame, mg/sigaretta | Quantità di nicotina, mg/sigaretta |
| ----------------------- | -------------------- | --------------------------------- | ---------------------------------- |
| Parliament Filters      | Standard, bianco-blu | 7                                 | 0,8                                |
| Parliament Lights       | Standard, bianco-blu | 6                                 | 0,5                                |
| Parliament Extra Lights | Standard, bianco-blu | 4                                 | 0,4                                |
| Parliament One          | Standard, bianco-blu | 1                                 | 0,1                                |